# Václav Koloušek
Václav Koloušek (* 13. April 1976 in Mladá Boleslav) ist ein tschechischer Fußballspieler. Er spielt seit Februar 2020 für den tschechischen Viertligisten AFC Humpolec.

## Vereinskarriere

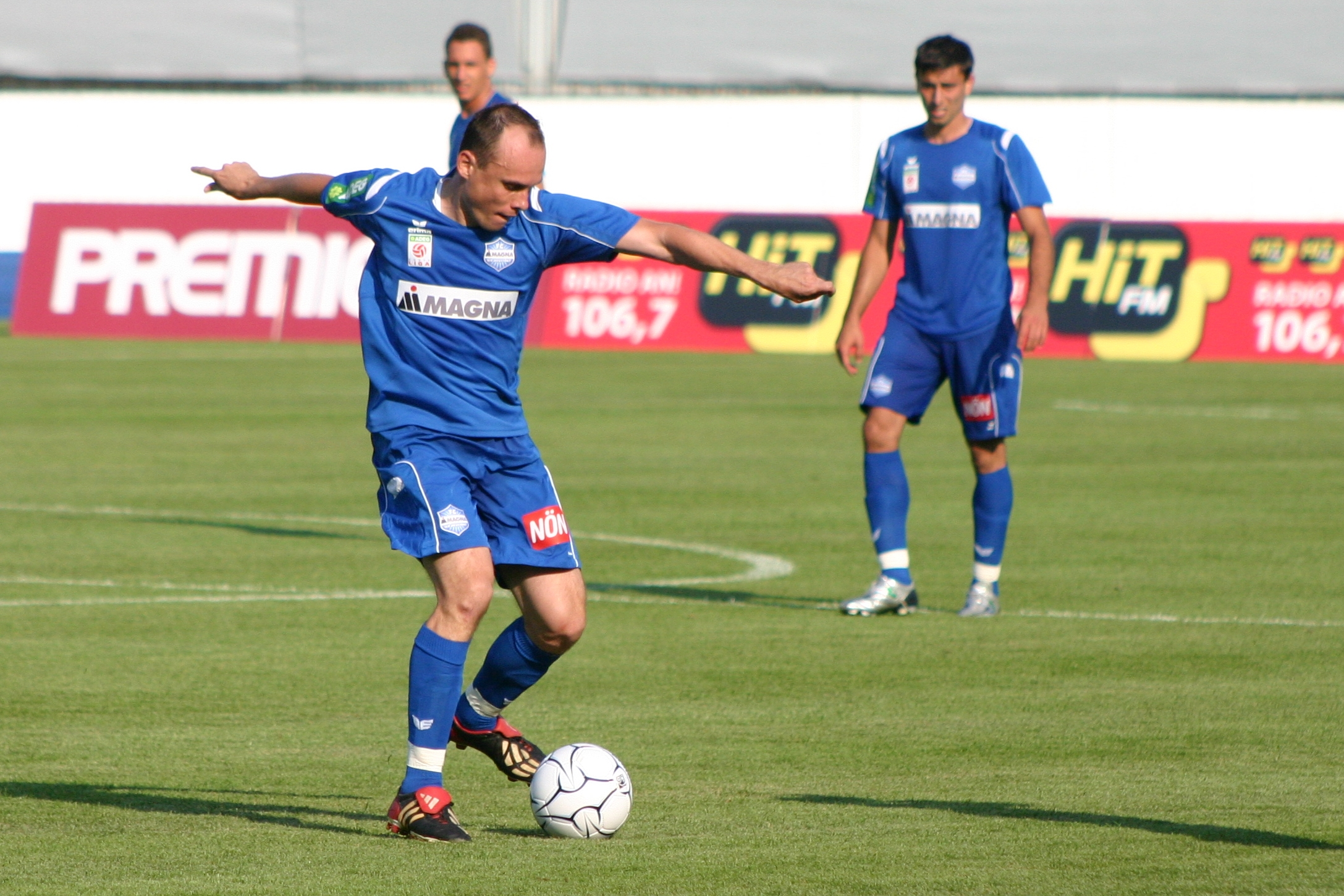
Václav Koloušek, Spielgestalter beim FC Magna Wiener Neustadt (2008)

Koloušek begann seine Fußballerkarriere in der Jugendmannschaft seines Heimatklubs bei FK Mladá Boleslav. Von dort aus ging es zu Dukla Prag. Mit 21 Jahren wechselte er 1997 nach Italien zu Salernitana Sport. Nach zwei Jahren bei Salernitana wechselte er zur US Fermana.
1999 kam er zurück in die Heimat zu Sparta Prag. 2001 wechselte er zu Slovan Liberec. Während der Zeit in Liberec erkrankte der Offensiv-Allrounder an Leukämie, was ihm konditionell und körperlich sehr zusetzte. Nach überstandener Krankheit wechselte er 2003 zu Slavia Prag, jedoch konnte er sich auch aufgrund seines körperlichen Nachteils nicht bei Slavia durchsetzen.
Anfang der Saison 2005/06 wechselte der Tscheche zum FK Marila Příbram. Nach einer sehr erfolgreichen Herbstsaison in Příbram wechselte er Anfang 2006 nach Österreich zum FC Wacker Innsbruck.
Zur Saison 2008/09 wechselte er zum österreichischen Zweitligisten FC Magna Wiener Neustadt. Nach vier Spielzeiten unterschrieb er beim FC Zbrojovka Brünn, von wo er ein weiteres Jahr und 20 Spiele später zum FC Vysočina Jihlava wechselte. Ab der Winterpause 2014/15 trat er für den SV Weitra in der siebentklassigen 1. Klasse Waldviertel in Erscheinung. Bei zwölf Meisterschaftseinsätzen, die er bis zum Saisonende absolvierte, kam er auf eine Bilanz von sieben Toren und rangierte mit der Mannschaft im Endklassement auf dem fünften Tabellenplatz. In der darauffolgenden Saison wurde der Routinier gar in 24 Ligapartien eingesetzt, wobei er 15 Tore beisteuern konnte und damit hinter seinem Teamkollegen und Landsmann Daniel Zinke, der mit 28 Treffern auch Torschützenkönig wurde, der zweitbeste Torschütze des Teams war. Der SV Weitra rangierte am Ende mit neun Punkten Vorsprung auf den nächsten Verfolger, dem USV Kautzen, auf dem ersten Tabellenplatz und schaffte damit den Aufstieg in die sechstklassige Gebietsliga Nordwest/Waldviertel. In dieser war Koloušek ebenfalls ein Stammspieler in der Offensive und brachte es bei 25 Ligaeinsätzen zu acht Treffern. Hinter Zinke (12 Tore) war er abermals der zweitbeste Torschütze seines Teams, konnte jedoch auch den Abstieg seiner Mannschaft, die im Endklassement den 13. und damit vorletzten Platz belegte, nicht verhindern.
Statt dem Abstieg trat der Routinier im Sommer 2017 einen Wechsel in eine andere Staffel der niederösterreichischen Siebentklassigkeit an, als er zum SV Karlstetten/Neidling in die 1. Klasse West/Mitte wechselte. Bei diesem Verein hatte einige Jahre zuvor mit Frenkie Schinkels bereits ein weiterer ehemaliger Profispieler gespielt. In Karlstetten zeigte sich Koloušek wieder äußerst torgefährlich und kam bei Einsätzen in allen 26 Meisterschaftsspielen auf 15 Treffer, womit er hinter dem Slowaken Vladimir Simo (16 Tore) der zweitbeste Torschütze im Kader war. In der Endtabelle belegte er mit Karlstetten den dritten Platz. 2018/19 war der Stürmer weiterhin eine Stammkraft, die nur eine einzige Ligapartie versäumte, und es bei 25 Einsätzen auf zwölf Tore brachte und damit in der mannschaftsinternen Torschützenliste den ersten Platz belegte. Im Endklassement brachte es das Team lediglich auf den 13. und damit vorletzten Tabellenplatz.
Koloušek verließ den Verein daraufhin und schloss sich im Februar 2020, kurz vor Ausbruch der COVID-19-Pandemie, dem tschechischen Viertligisten AFC Humpolec an. Mit Humpolec nahm er am tschechischen Fußballpokal 2020/21 teil, schied mit der Mannschaft nach einer 1:2-Niederlage in der ersten Runde gegen den SFK Vrchovina aus. Im Spiel erzielte der mittlerweile 44-Jährige den einzigen Treffer seiner Mannschaft und war zudem der älteste eingesetzte Spieler des tschechischen Fußballpokals in dieser Saison.

### Nationalmannschaftskarriere
Koloušek bestritt von 1996 bis 1997 sieben Spiele für die Tschechische U-21-Nationalmannschaft und spielte im Jahr 2002 fünf Mal für die A-Nationalmannschaft.